# داوید ویتوریا
داوید ویتوریا (انگلیسی: David Vitoria؛ زادهٔ ۱۵ اکتبر ۱۹۸۴) دوچرخه‌سوار اهل سوئیس است.